# Mrázovce
Mrázovce es un municipio del distrito de Stropkov en la región de Prešov, Eslovaquia, con una población estimada a final del año 2024 de 79 habitantes.
Se encuentra ubicado al noreste de la región, cerca del río Ondava (cuenca hidrográfica del río Tisza) y de la frontera con  Polonia.

## Demografía
| Año        | 1994 | 2004    | 2014  | 2024     |
| ---------- | ---- | ------- | ----- | -------- |
| Población  | 91   | 100     | 89    | 79       |
| Diferencia |      | +9,89 % | −11 % | −11,23 % |

| Año        | 2023 | 2024 |
| ---------- | ---- | ---- |
| Población  | 79   | 79   |
| Diferencia |      | +0 % |